# Cyphomyrmex strigatus
Cyphomyrmex strigatus é uma espécie de inseto do gênero Cyphomyrmex, pertencente à família Formicidae.

## Distribuição
São encontradas no sul do Brasil.